# Lamia Yammine
Lamia Yammine (arabisch لميا يمين, DMG Lamiyā Yammīn; * 1974 in Zgharta) ist eine libanesische Architektin und Hochschullehrerin. Von Januar bis August 2020 war sie Arbeitsministerin im Kabinett Diab.

## Leben und Wirken
Yammine absolvierte ein Sekundarstudium an der École Notre-Dame de Nazareth in Beirut und verfügt über ein Diplom in Ingenieurwissenschaften der libanesischen Universität in Tripolis. 2001 erhielt sie außerdem von UL, einem Partner der Pariser École Chaillot, ein Postgraduierten-Diplom für die Restaurierung von Gebäuden und die Erhaltung historischer Stätten. Yammine betrieb ein Planungs- und Ausführungsbüro für Wohn-, Gewerbe- und Industrieprojekte. Sie ist zudem Mitglied des Verwaltungsrates von Douaihy pour le bois, einem Holzdesignunternehmen in Zouk Mosbeh.
Am 21. Januar 2020 wurde Yammine, als Vertreterin der maronitischen Bevölkerungsgruppe und auf Vorschlag der Marada-Partei, zur Ministerin für Arbeit im Kabinett von Hassan Diab ernannt.
Nach dem Rücktritt von Hassan Diab als Ministerpräsident am 10. August 2020 blieb die Ministerin bis zur Bildung eines neuen Kabinetts geschäftsführend im Amt.